# گئورگ کوچار
گئورگ بارسقی کوچار (ارمنی: Գևորգ Բարսեղի Քոչար؛ زاده ۱۸ سپتامبر [سبک قدیمی: ۵ سپتامبر] ۱۹۰۱ - درگذشته ۱۶ فوریهٔ ۱۹۷۳) معمار اهل ارمنستان بود.

## زندگی‌نامه
وی در ۱۸ سپتامبر [سبک قدیمی: ۵ سپتامبر] ۱۹۰۱ در تفلیس به دنیا آمد . وی همچنین برنده جوایزی همچون نشان پرچم سرخ کار معمار شایسته ارمنستان شوروی و چهره هنری شایسته ارمنستان شوروی شد. وی در ۱۶ فوریهٔ ۱۹۷۳ در سن ۷۱ سالگی در ایروان درگذشت.

## نگارخانه

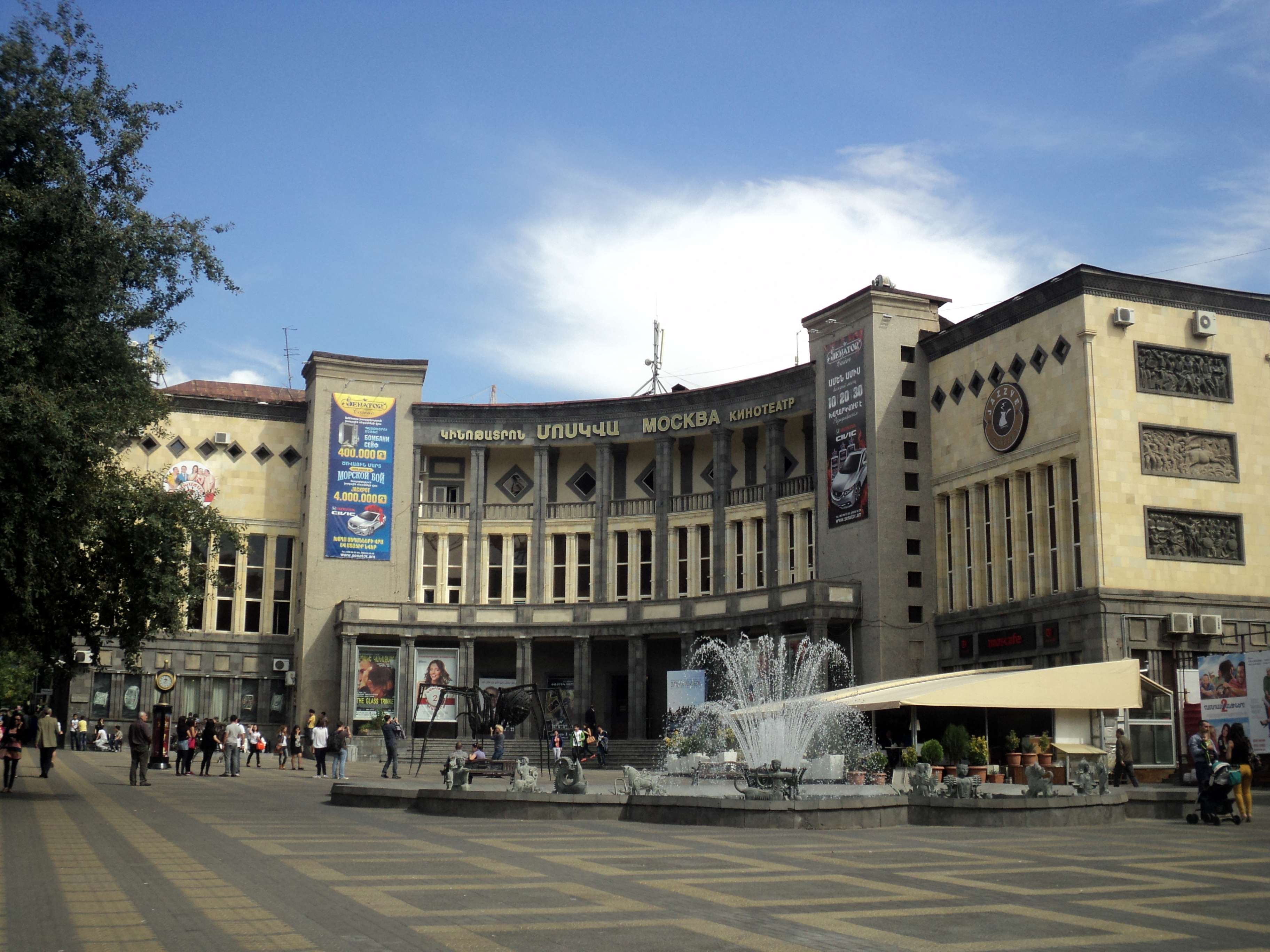
سینما مسکو
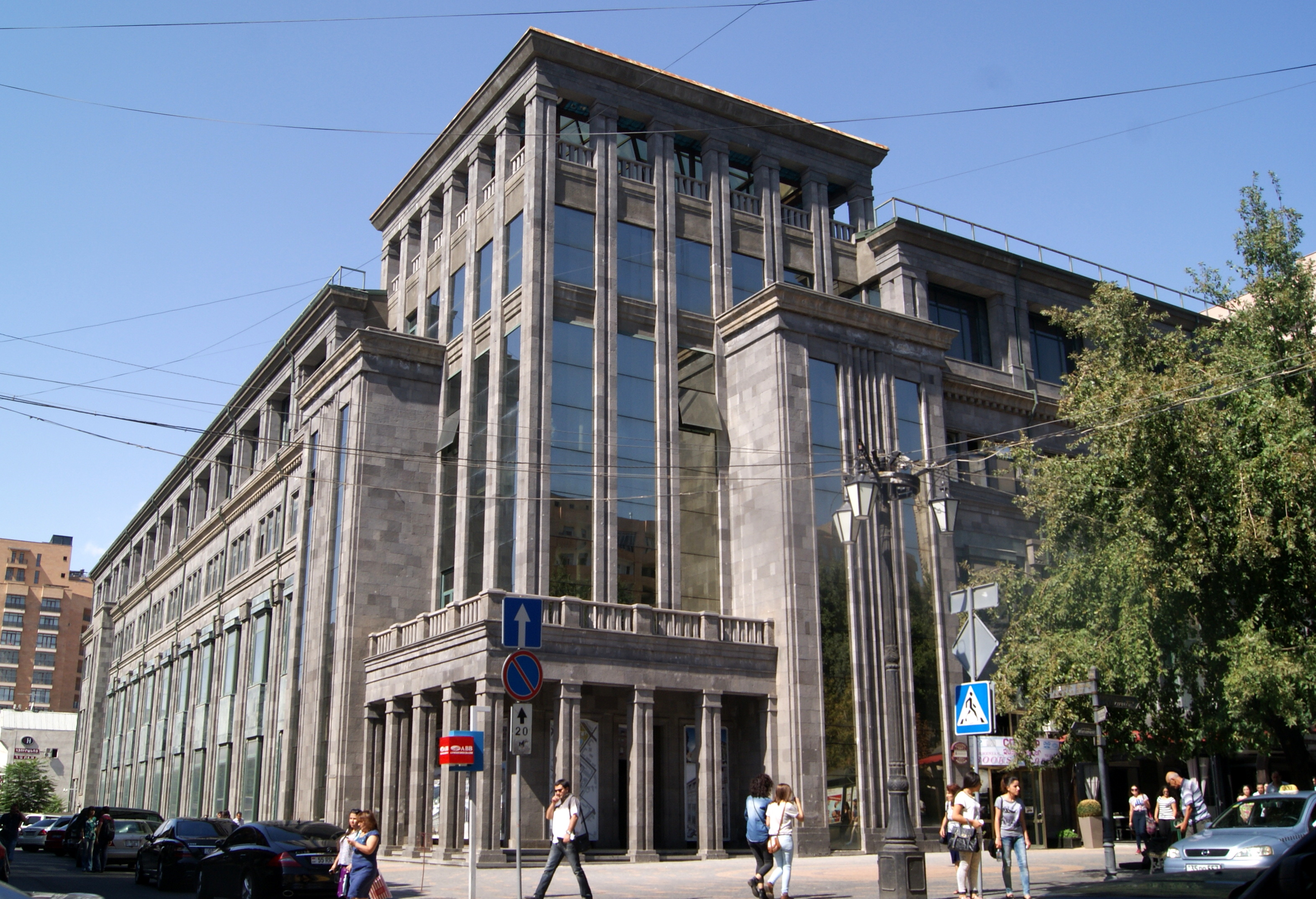
hy:Մանկական աշխարհ հանրախանութ
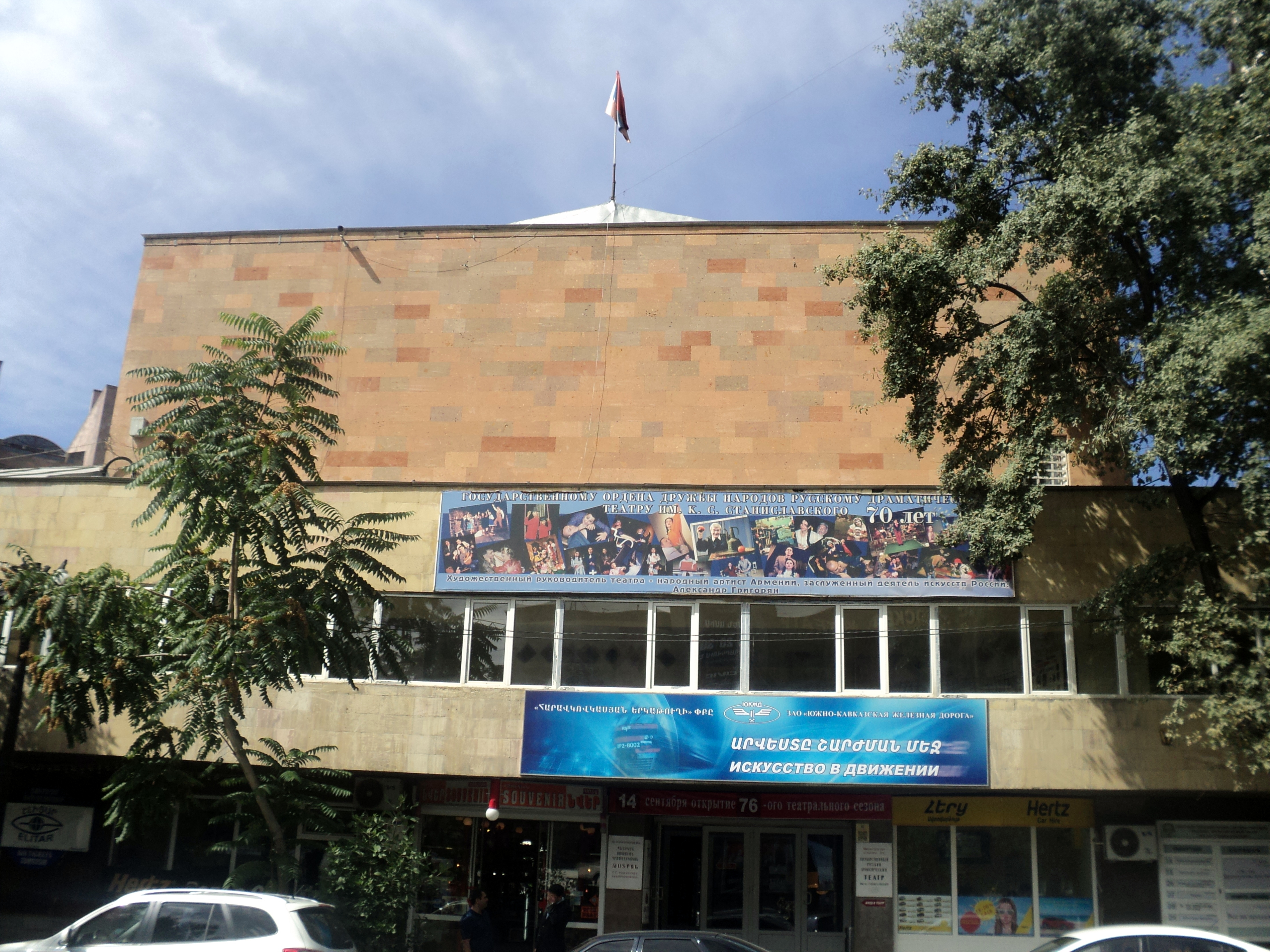
تئاتر روسی استانیسلاوسکی ایروان
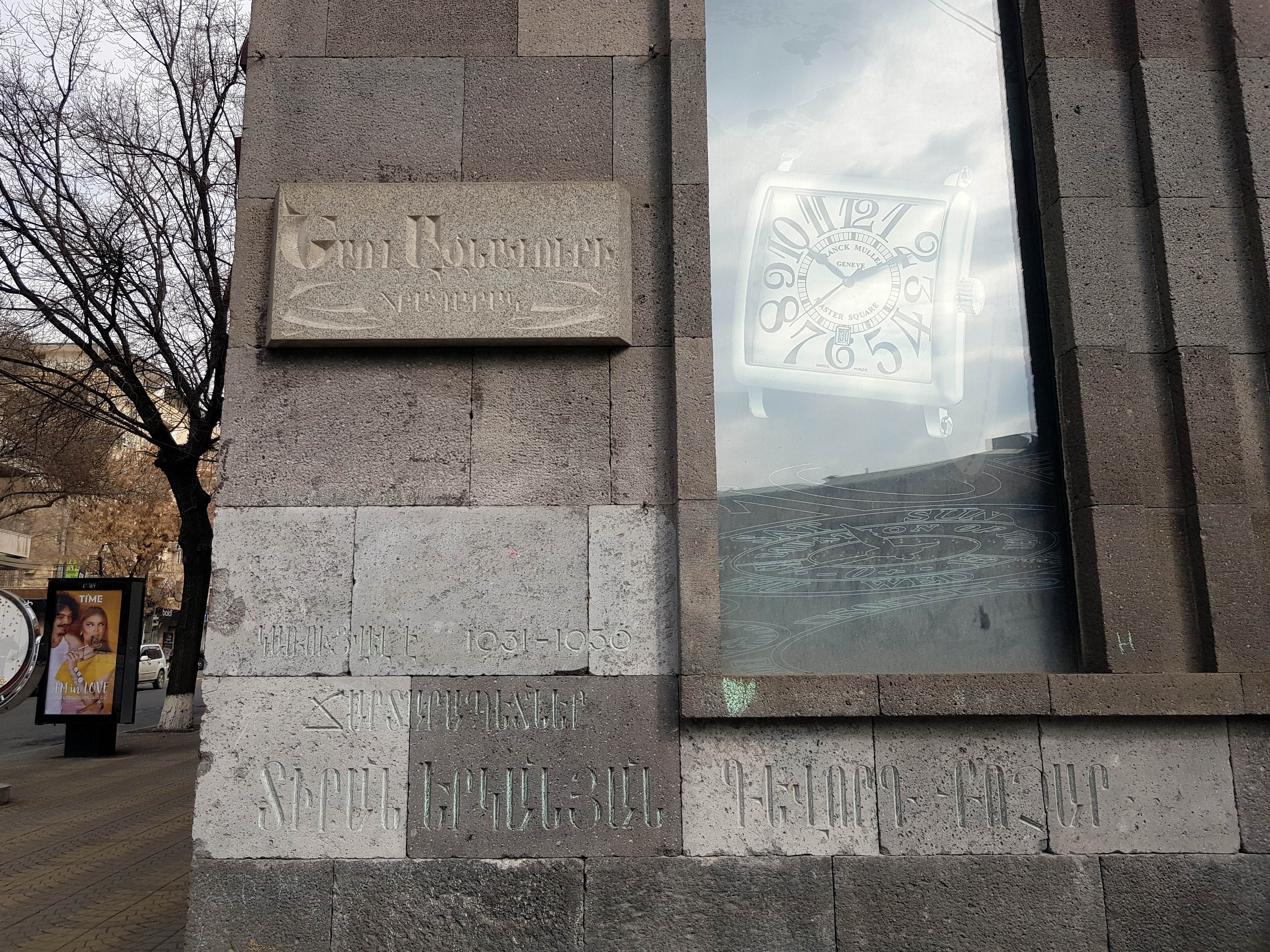
اسامی معماران سینما مسکو hy:Տիրան Երկանյան و گئورگ کوچار حکاکی‌شده بر روی ساختمان سینما